# بيل لايت
بيل لايت (بالإنجليزية: Bill Light)‏ هو سياسي أمريكي، ولد في 8 يناير 1949. حزبياً، نشط في الحزب الجمهوري. وقد انتخب عضو مجلس نواب كنساس.